# José Enrique Delmonte
José Enrique Delmonte Soñé (Santo Domingo, 1964) es un arquitecto, doctor en lingüística y literatura, historiador, conservador del patrimonio cultural, ensayista y poeta dominicano.

## Biografía
Se recibió de arquitecto en la Universidad Nacional Pedro Henriquez Ureña (UNPHU); realizó estudios de especialización en preservación de monumentos del Gran Caribe en la Universidad de la Florida, a través del programa PIC:CARIMOS/OEA; posgrado en Historia de la Arquitectura y Urbanismo Latinoamericanos en la Universidad Nacional de Tucumán, Argentina, programa que dirigía el reputado historiador de la arquitectura latinoamericana Alberto Nicolini; recibió el título de Maestro en Conservación de Monumentos y Bienes Culturales, en la Universidad Nacional Pedro Henríquez Ureña (UNPHU) en un programa apoyado por la Unión Europea a través del Acuerdo Lomé IV (Convención de Lomé); realizó un diplomado en Arquitectura sustentable y Certificación LEED, en University of Georgia, bajo la dirección del South Institute, adscrito al US Green Building Council (USGBC) LEED . Tiene un doctorado en Estudios del español: Lingüística y Literatura de la Pontificia Universidad Católica Madre y Maestra (PUCMM). 
Ha realizado jornadas permanentes de estudio y divulgación de los valores arquitectónicos y urbanos de la República Dominicana a través de publicaciones en periódicos, artículos científicos, ensayos, conferencias y libros sobre su área de formación.
En los últimos años, ha irrumpido en el ambiente literario con publicaciones de narrativa, poesía y ensayos, donde ha recibido reconocimiento en ese otro ámbito de la cultura.  En 2014 fue merecedor del Premio Iberoamericano de Poesía de la Feria del Libro de Madrid y en 2016 sorprendió al mundo poético con el prestigioso XV Premio Internacional de Poesía ‘León Felipe’, en Zamora, España, seleccionado entre 320 poemarios de 17 países iberoamericanos. Es prologuista y ensayista para trabajos de literatura.

## Investigación y Divulgación
Es el coautor de una investigación sobre la arquitectura del período republicano en la ciudad de Santo Domingo 1844-1930; su tesis de maestría versó sobre lo Tropical y Patrimonio en la Arquitectura y el Urbanismo de El Caribe. "Gazcue: un entorno caribeño a conservar", además de coordinador y coautor de la "Guía de Arquitectura de Santo Domingo", dentro del programa de publicaciones de la Junta de Andalucía , España Editor y coautor del libro "60 Años Edificados: memorias para la construcción de la nación", coautor del libro "Historias para Construcción de la Arquitectura Dominicana", dentro de la colección Centenario de la empresa E. León Jimenes; coautor del libro "Arquitectura En El Mismo Trayecto del Sol", del grupo LAD, basado en la arquitectura del Movimiento Moderno en el Caribe para ser presentado en la Bienal Internacional de Venecia 2018; coordinador de las Rutas de la Arquitectura de Santo Domingo para el programa Santo Domingo Capital Americana de la Cultura 2010.
Además autor de las Rutas Arquitectónicas y Culturales para el Centro Histórico de Puerto Plata (ciudad), bajo los auspicios del Banco Interamericano de Desarrollo; y del "Código de Construcción de la República Dominicana" en el capítulo de Arquitectura, para el INTEC  Banco Mundial. En 1998 dirigió el inventario arquitectónico de Gascue en la Escuela de Arquitectura y Urbanismo de la UNPHU que sirvió de revisión y ampliación del realizado por el Centro de Inventario de Bienes Culturales en 1982.

## Docencia
Ha sido docente desde 1991, primero en la UNPHU, donde fue director del Departamento de Historia, Teoría y Crítica de la Escuela de Arquitectura y Urbanismo y luego Decano de la Facultad de Arquitectura y Artes Archivado el 29 de junio de 2020 en Wayback Machine.; y más tarde en la Universidad Iberoamericana (UNIBE)  desde 1998 hasta el presente.  Funge como Par Lector en revistas científicas especializadas. Es conferencista: en 2012 fue seleccionado como el arquitecto representante para las actividades de la conmemoración del Bicentenario de la Constitución de Cádiz Bicentenario de las Cortes de Cádiz, en España, donde dictó una conferencia magistral sobre la incidencia de ese hecho histórico en la arquitectura y el urbanismo de Santo Domingo.
Profesor Internacional Invitado en la Universidad Piloto de Colombia de 2012-2016, donde publicó un libro sobre la conservación de los entornos patrimoniales en el Caribe; profesor invitado en la Maestría en Gestión de Industrias Culturales y Creativas de la Universidad Autónoma de Santo Domingo,  Conferencista por el Colegio Oficial de Arquitectos de Cádiz , España, por la Universidad Politécnica de Puerto Rico, por la Universidad Nacional de Tucumán, Argentina y por la Universidad Pontificia Bolivariana, en Medellín, Colombia, además de diferentes congresos y seminarios en la República Dominicana. Fue invitado como conferencista en el XXVII Congreso del American Institute for Conservation –AIC- realizado en San Luis, Misuri, USA, donde presentó la obra de los arquitectos inmigrantes españoles Tomás Auñón y Joaquín Ortiz en República Dominicana y cuya conservación fue recomendada e incluida en las conclusiones de ese encuentro.  En 2012 fue conferencista en el Congreso Americano de Conservadores, realizado en la ciudad de Nueva York, bajo el auspicio de la Fundación Getty y la Alcaldía de la ciudad de New York.

## Arquitectura
Su labor como arquitecto abarca obras de restauración, diseño, interiorismo, proyectos turísticos, urbanismo y construcción. Forma parte del grupo internacional interdisciplinario para el estudio y puesta en valor del sitio monumental de La Piedra Letrada, en la cordillera Central, Constanza (República Dominicana).  Incluye el desarrollo de proyectos de estudio y propuestas urbanas para asentamientos marginales dominicanos, en particular para el barrio de Santa Bárbara junto al Arq. Jordi Masalles, dentro del programa de colaboración del Ayuntamiento del Distrito Nacional Archivado el 24 de febrero de 2011 en Wayback Machine. y la Agencia Española de Cooperación Internacional.  El Rescate Integral del Barrio de Salsipuedes, en Moca, para la Junta de Andalucía; Estudios para el Plan Estratégico de Barrios Marginales de la ciudad de Santo Domingo, para la Presidencia de la República Dominicana.  Su propuesta para la imagen arquitectónica corporativa de Orange fue seleccionada dentro de los mejores diseños de interiores iberoamericanos del 2008 para participar en la exposición internacional de la I Bienal Iberoamericana de Diseño, realizada en Madrid, España. Formó parte como Conservador de Monumentos dentro del equipo de profesionales que intervino en el rescate de la Iglesia y Fuerte de Santa Bárbara, en la Ciudad Colonial de Santo Domingo.

## Literatura
Delmonte Soñé ha desarrollado una labor como ensayista y como poeta. En 2009 publicó su primer libro de prosa poética,"Alquimias de la ciudad perdida", dentro de la Colección del Banco Central de la República Dominicana. En 2014 publicó el poemario "Once palabras que mueven tu mundo", bajo el Grupo Editorial Sial Pigmalión, en Madrid, España, merecedor del Premio Iberoamericano de Poesía dentro del marco del a Feria del Libro de Madrid.  En 2015 su poemario "Habitantes del Tedio"'' nos muestra las relaciones entre el arte, la existencia, los mundos ocultos y la ficción poética.  En 2017 publicó el poemario "La redondez de lo posible", por CELYA Editorial , con el cual ganó el XV Premio Internacional de Poesía León Felipe, en Tábara, Zamora, España.  Con estudios sobre la obra del poeta dominicano Tomás Hernández Franco  y publicó el prólogo al libro del autor dentro de la Colección Clásicos de la Editora Nacional.  En la actualidad trabaja en un poemario sobre la violencia y la marginalidad en sus diferentes vertientes.  Participó como conferencista y lector de poesía en la Feria del Libro de Madrid 2019. Mantiene activo un canal de difusión de la poesía dominicana e iberoamericana a través de la Web . En 2024 saldrá la versión en inglés del libro "La redondez de lo posible", traducción de Susan Dickey, bajo la prestigiosa editorial MadHat Press.

## Otras actividades
Ha sido Viceministro de Ministerio de Cultura de la República Dominicana, Asesor Cultural del Ministerio de Relaciones Exteriores  y Asesor Académico del Ministerio de Educación.  Colaborador de las revistas Arquitexto  y Archivos de Arquitectura Antillana , colaborador del Centro para la Documentación de la Arquitectura de América Latina –CEDODAL-  con sede en Buenos Aires, de la Sociedad Pro Gascue.  Miembro del jurado del Premio Obras CEMEX, del Premio Poesía Joven del Ministerio de Cultura de la República Dominicana, del Instituto Dominicano de Desarrollo Territorial, de la Sociedad Dominicana de Estudios Semióticos adscrita a la Sociedad Internacional de Estudios Semióticos Asociación Internacional de Semiología con sede en Alemania, del Comité Dominicano del Consejo Internacional de Monumentos y Sitios (ICOMOS) Consejo Internacional de Monumentos y Sitios –pasado vicepresidente-, cofundador del DOCOMOMO   Dominicano y su primer Secretario General.  Además de la Sociedad de Arquitectos de la República Dominicana (SARD) Archivado el 25 de junio de 2020 en Wayback Machine., presidente y fundador de la Fundación Erwin Walter Palm  Archivado el 15 de noviembre de 2018 en Wayback Machine., consultor del Banco Interamericano de Desarrollo (BID) y gestor cultural.  Forma parte del Comité Organizador de la Semana Internacional de la Poesía que auspicia la Fundación Espacios Culturales .

## Reconocimientos
Además de los premios en el área de la Literatura, ha recibido reconocimientos, como el galardón Supremo de Plata: Joven Sobresaliente de la República Dominicana 2000, por Jaycee’s Dominicana.  El Colegio Dominicano de Ingenieros y Arquitectos (CODIA) lo ha reconocido en dos oportunidades como Miembro Distinguido y como Codiano Meritorio.  Recibió el Premio de la Crítica 2010, otorgado por la Asociación Dominicana de Críticos de Arte y docente del Año en UNIBE 2016, entre otros.  En la actualidad, ejerce bajo su firma privada y se encuentra trabajando en proyectos de investigación histórica-arquitectónica para ser publicados, dentro de los que merece mencionarse su investigación sobre la incidencia de la Escuela Bauhaus Escuela de la Bauhaus en el surgimiento del Movimiento Moderno en el Caribe, y otra en colaboración sobre el proyecto de Feria de la Paz y Confraternidad del Mundo Libre, de la cual se ofreció una conferencia en la Academia Dominicana de la Historia  en 2015. En marzo de 2024 le fue dedicada la 4ta. Semana Literaria UNIBE 2024 como poeta laureado 

## Libros publicados
- "Guía de Arquitectura de Santo Domingo, 2006. (Director de la investigación y coautor). Consejería de Obras Públicas de la Junta de Andalucía, España en colaboración con la Fundación Erwin Walter Palm, Santo Domingo. Sevilla, ISBN 84-8095-447-7 http://www.juntadeandalucia.es/fomentoyvivienda/portal-web/web/servicios/publica/publicaciones/4655
- "60 Años edificados: Memorias para la construcción de la nación.  (2008) Editor y Coautor. INCA-Fundación Erwin Walter Palm, Santo Domingo. ISBN: 978-9945-8629-0-4
- "Historias para la construcción de la arquitectura dominicana, 1492-2008 (coautor). (2008=. Colección Centenario del Grupo León Jimenes. ISBN 978-9945-422-18-4.
- "Arquitectura en el trayecto del sol (coautor). (2014). LAD (Laboratorio de Arquitectura Dominicana), Santo Domingo, ISBN 979-9945-8942-0-2
- "Alquimias de la ciudad perdida (2009). Colección Banco Central de la República Dominicana, Santo Domingo. ISBN 978-9945-443-39-4
- "Once palabras que mueven tu mundo (2014). Editorial Pigmalión, Madrid. ISBN-13: 978-84-15916-41-3 / ISBN-10: 84-15916-41-8
- "La redondez de lo posible (2017). Editorial CELYA, Toledo. ISBN: 978-84-16299-55-3 https://listindiario.com/ventana/2018/07/09/523357/la-redondez-de-lo-posible-la-mirada-como-sistema]
- "Habitantes del tedio. Poemas seleccionados" (2019). Ediciones de la Fundación Erwin Walter Palm y Editorial 4 Ojos, Colección Poesía, serie Hilde Domin. Santo Domingo. ISBN: 978-9945-8629-1-1
- "Habitantes del tedio. Poemas seleccionados (2023). Segunda edición. Editorial Efímera- Editorial UNAH, Tegucigalpa. ISBN 978-9997-9568-2-8